# アントワーヌ・モスタールト
アントワーヌ・モスタールト (フランス語: Antoine Mostaert)とは、ベルギー出身の伝道師、歴史学者。1906年から1925年にかけて内モンゴルオルドス地方において伝道活動を行う傍ら、オルドス・モンゴル人に対する研究を行ったことで知られる。
宣教師であったことから、モスタールト神父、モスタールト師とも称される。

## 生涯
1881年、ベルギー王国のブルッヘで生まれた。中等教育期間中にはラテン語、ギリシャ語を学び、その後淳心会(CICM)に入り聖職者となった。その後中国語を学び、更にシュミット著“Grammatik der mongolischen Sprache”とモンゴル語訳新約聖書を用いてモンゴル語学習も始めた。
1906年から1925年にかけて、モスタールトはオルドス南部のボロ・バルガスの町で宣教師を行った。この間、モスタールトは宣教師活動のかたわらオルドス・モンゴル語の研究も行い、モンゴル語辞書の編纂も行った。また、この頃カトリック系作品を中国語からモンゴル語に翻訳する作業も行っている。モスタールトはモンゴルでティエン・バクシ(Tiyen Baγsi)或いはノムン・バクシ・ティエン(Nom-un Baγssi Tiyen)と呼ばれていたが、これはモスタールトが田清波(Tian Qingbo)という中国語名を名のっていたことに由来する。
1925年から1948年にかけてモスタールトは北京に居住し、そこで学術活動に専念した。1948年にモスタールトはアメリカ合衆国に移住し、1965年にベルギーに引退するまで住み続けた。ベルギーに帰国後、モスタールトは1971年にブルッヘで亡くなった。
モスタールトのモンゴル研究は言語学から始まって民族学・歴史学にまで及び、後世のモンゴル研究に多大な影響を与えた。ニコラス・ポッペはモスタールトの事を「モンゴル研究の分野で最も優れた学者」と称賛している。モスタールトの主な弟子には、北元-明朝関係の研究に功績を挙げたヘンリー・セロイスらがいる。
モスタールト所蔵の書籍や手稿は現在、ベルギーのルーヴェンに位置するScheut Memorial Libraryで保管されている。

## 著作
- Textes oraux ordos, recueillis et publiés avec introduction, notes morphologiques, commentaries et glossaire (Pei’ping, H. Vetch, 1937)
- Dictionannaire ordos (Peking, [Furen?] Catholic University, 1941-4)
- Folklore ordos (Peip’ing, Catholic University, 1947)
- Sur quelques passages de l’Histoire Secrète des Mongols, published separately in HJAS, 1950-2, in one volume, 1953

また、『華夷訳語』に関する研究書はモスタールトの生前に出版されることがなかったが、死後にIgor de Rachewiltzによって1977年に出版されている。
- Le matériel Mongol du Houa i i iu de Houng-ou (1389), Bruxelles, Institut belge des hautes études chinoises 1389.

### 邦訳
- A.モスタールト(著)/磯野富士子(訳)『オルドス口碑集―モンゴルの民間伝承(東洋文庫59)』平凡社、1966年